# 魯迪 (阿肯色州)
魯迪（英語：Rudy）是一個位於美國阿肯色州克勞福德縣的城鎮。

## 地理
魯迪的座標為35°31′40″N 94°16′18″W / 35.52778°N 94.27167°W，而該地的平均海拔高度為150米（即482英尺）。

## 人口
根據2020年美國人口普查的數據，魯迪的面積為4.12平方千米，當中陸地面積為4.11平方千米，而水域面積為0.01平方千米。當地共有人口130人，而人口密度為每平方千米31人。